# Ana Laguna
Ana Laguna (Zaragoza, 16 de mayo de 1954) es una bailarina española. Se formó en Zaragoza con María de Ávila. En 1974 entró a formar parte del Cullberg Ballet, en Estocolmo, bajo la dirección de Birgit Cullberg y Mats Ek. En el repertorio de Ana Laguna se encuentran coreografías de Mats Ek, Jirí Kylián, Christopher Bruce, Maurice Béjart, Nacho Duato, Jean-Pierre Perrault, Ohad Naharin y William Forsythe. Tras un año con el Nederlands Dans Theater (1980-81), Ana Laguna retornó al Cullberg Ballet, donde continuó bailando los principales roles de las producciones de Mats Ek.

## Premios y distinciones
- 1990 - Premio Nacional de Danza (España).[2]
- 1995 - Premio Emmy por Carmen.
- Mejor interpretación de 'Giselle' (Video Danse — Francia).
- Golden Carina Ari Medal (Suecia).[3]
- 2000 - Hija predilecta de Zaragoza.
- 2000 - Profesora honoraria, Ministerio de Cultura, Suecia.
- 2010 - Medalla de Oro al Mérito de las Bellas Artes.[4]
- 2019 - Premio de Cultura Comunidad de Madrid.[5]